# Blue Creek (Orange Walk)
Blue Creek es una ciudad del distrito de Orange Walk, en Belice. Se encuentra a orillas del río Azul, que marca la frontera con México. Los habitantes hablan plautdietsch, un dialecto del bajo alemán.

## Características
En 1958 Blue Creek fue fundado por colonos menonitas provenientes de México. Las disputas sobre el uso de herramientas mecánicas, especialmente sierras pronto llevaron a los conflictos, lo que resultó en la fundación de una congregación Evangélica Menonita en 1966 allí, mientras que otros colonos se fueron a Bolivia, México y Canadá. Al final también los líderes de la iglesia Old Colony también se marcharon, lo que obligó a los miembros a decidir si se irían con ellos o unirse a otros grupos. En 1978 las familias de la congregación Kleine Gemeinde de población de Spanish Lookout se trasladaron a Blue Creek, para formar una congregación allí. En la actualidad cerca de la mitad de la población pertenece a la moderna Iglesia de la Misión Menonita Evangélica, que es parte de la Conferencia de Misión Evangélica Menonita, mientras que la otra mitad está en el más conservador Kleine Gemeinde.
Desde aproximadamente 1980, la población de Blue Creek es de alrededor de 100 familias. Según el censo de 2010, Blue Creek tiene una población de 407 personas en 111 hogares.